# Seliste
Seliste – wieś w Estonii, w prowincji Parnawa, w gminie Tõstamaa.